# Gérard Romsée
Gérard Lambert Marie Ghislain Romsée (Guigoven, 11 oktober 1901- Sint-Pieters-Woluwe, 14 april 1975) was een Belgische en Vlaams-nationalistische politicus en bestuurder. Na het begin van de Tweede Wereldoorlog werd hij gouverneur van Limburg. In april 1941 werd hij benoemd tot secretaris-generaal van Binnenlandse Zaken en Volksgezondheid. Zo behoorde hij tijdens de Duitse bezetting tot het Comité van de secretarissen-generaal, die in afwezigheid van de Belgische regering feitelijk het land bestuurden. Na de oorlog werd hij veroordeeld wegens collaboratie.

## Levensloop

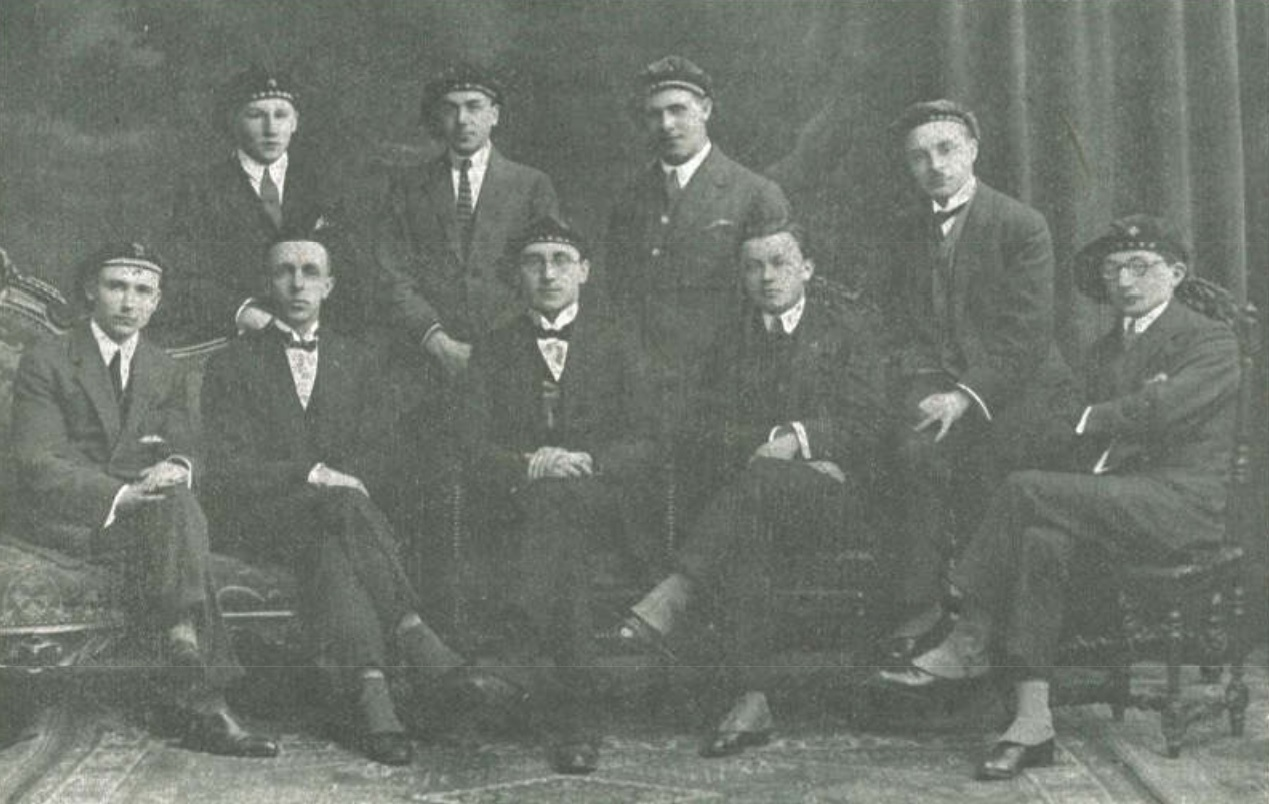
Bretoense nationalisten bij de Vlaamse studenten in Leuven
Zittend, v.l.n.r.: Gérard Romsée, Olier Mordrel, Paul Beeckman, Morvan Marchal, Josef De Vlieger
Staand, v.l.n.r.: Tony Herbert, Paul Flamée, Joris Lens, Jos Vermeulen

Romsée werd in 1901 in een welgestelde, francofone en 'steil' katholieke familie van rentmeesters en herenboeren geboren op kasteel de Donnéa in het Zuid-Limburgse Guigoven. Zijn familie langs vaderskant was oorspronkelijk afkomstig uit het Luikse, terwijl zijn moeder stamde uit een familie van welgestelde grootgrondbezitters rond Leuven. De voertaal thuis was Frans, en de familie was uitgesproken Belgisch- en koningsgezind. Zoals zijn oudere broer Paul werd hij tot zijn twaalfde door een huisleraar in het Frans onderwezen.
Op het toen nog overwegend Franstalige O.L.V.-College van Tongeren, waar hij vanaf 1914 - onder Duitse bezetting in België - school liep, was Romsée een van de medeoprichters van het Belgischgezinde jongensclubje La main noire - De zwarte hand, anti-Vlaams, anti-Duits en anti-activistisch. Pas in 1917 werd hij - op vijftienjarige leeftijd - flamingant onder invloed van Vlaamsgezinde priester-leraars, waaronder zijn klasleraar in het derde jaar Latijnse humaniora, priester Eugeen Froidmont. Mettertijd ging hij zich afvragen of de Vlaamse verzuchtingen een ernstige kans konden maken in een Belgische context, voelde meer en meer voor het streven naar Vlaams zelfbestuur en werd uiteindelijk Vlaams-nationalist. 
In 1920 begon hij zijn studies rechten en thomistische wijsbegeerte aan de Katholieke Universiteit Leuven. Hij werd lid van enkele Vlaamsgezinde studentenverenigingen, waaronder het Katholiek Vlaams Hoogstudentenverbond, en ijverde voor het recht op onderwijs in het Nederlands. Confrontaties in 1924 met Walen en Franstaligen liepen uit op vechtpartijen en Romsée werd van de universiteit gestuurd. Dit voorval betekende ook de breuk met het thuisfront. Via de centrale examencommissie kon Romsée toch afstuderen, met de financiële steun van gelijkgestemde geestelijken en van de Boerenbond. In 1926 behaalde hij een doctorstitel in de rechten en een licentie in de wijsbegeerte. In april 1927 vestigde hij zich als advocaat in Antwerpen.

## Politiek
Op 26 mei 1929 werd hij voor de Katholieke Vlaamsche Volkspartij Limburg (KVVL) verkozen tot lid van de Kamer van volksvertegenwoordigers voor het arrondissement Tongeren-Maaseik, wat hij bleef tot in 1940. De KVVL huldigde een uitgesproken katholiek standpunt, zwoer bij een federalistische staatshervorming maar verwierp Groot-Nederland. De KVVL groeide uit tot de tweede partij in Limburg. Romsée werd zo een van de topfiguren in de Vlaams-nationalistische beweging, die in die jaren snel verrechtste. Hetzelfde gebeurde in brede katholieke kringen: een antilinks klimaat onder invloed van het aanzien van het bewind in fascistisch Italië en nazi-Duitsland, het ontstaan van het Volksfront in Frankrijk en de Spaanse Burgeroorlog. Romsée sprak zich in die periode niet uit over een Nieuwe Orde, maar stond toen bekend om zijn streven naar een federale staatsstructuur en zijn katholieke geloofsovertuiging.
De Katholieke Vlaamsche Volkspartij van Limburg ging in 1936 op in het VNV van Staf de Clercq. Romsée werd VNV-fractieleider en lid van de 'Raad van Leiding' van de partij. Hij werd toen door buitenstaanders beschouwd als behorende tot de gematigde strekking binnen het VNV. Hij was een stimulerende factor bij de onderhandelingen voor akkoorden tussen Rex en VNV en tussen de Katholieke Vlaamse Volkspartij en het VNV. In november 1939 zegde hij de steun van zijn partij toe aan de neutraliteitspolitiek van de Belgische regering.

## Collaboratie
In de zomer van 1940, tijdens en na de Achttiendaagse Veldtocht, speelde Romsée namens het VNV een rol in pogingen om een nieuw autoritair staatsmodel en een nieuwe regering te vormen, al dan niet onder leiding van koning Leopold III, onder toezicht van de Duitse bezettingsmacht. Vele details zijn nog altijd verborgen in een door de wet nog altijd gesloten oorlogsarchief. Toch staat vast dat Romsée uitgebreide contacten onderhield met het Hof en met vooraanstaande politici van andere partijen. Ook na de "juli-instructies" van Hitler, waarin België en Noord-Frankrijk niet onder een burgerlijk maar onder een militair bestuur werden geplaatst, bleef hij dergelijke contacten onderhouden, maar nu met de bedoeling om hemzelf en de Vlaams-nationalisten een belangrijke rol te laten spelen in het bestaande Belgische regime.
In augustus 1940 werd Romsée met de goedkeuring van de militaire bezetter benoemd tot provinciegouverneur van Limburg. Van april 1941 tot september 1944 was hij secretaris-generaal, de hoogste ambtenaar in rang binnen het Belgisch staatsbestel. Hij bekleedde de post van Binnenlandse Zaken en Volksgezondheid. Formeel nam hij vanaf 1940 afstand van de leiding van het VNV, hoewel hij geen ontslag nam uit de partij. In de praktijk was zijn beleid er sinds 1940 op gericht om in samenwerking met de bezettingsmacht een Nieuwe Orde te vestigen. Hij werd vanaf zijn benoeming in 1941 een invloedrijk lid van het Comité van de secretarissen-generaal, dat door de afwezigheid van de regering werd beschouwd als het belangrijkste Belgische overheidsniveau en gaandeweg almaar nauwer ging collaboreren met de Duitse militaire bezetter. Als verantwoordelijke voor de ordehandhaving kreeg hij vaker een conflict met zijn collega's secretarissen-generaal, omdat hij in die bevoegdheid de Duitse plannen strikt tegemoet wilde komen. Romsée beschouwde verzet als een ordeverstorend element: voor hem was de orde een en ondeelbaar. Hij liet hard optreden tegen wie zich verzette tegen hem of de bezetter.
Begin september 1944 vluchtte hij naar Bregenz in Oostenrijk. In mei 1945 kwam hij terug naar België en werd hij opgesloten in de gevangenis. Hij werd veroordeeld tot de doodstraf, maar die werd omgezet in levenslange opsluiting. In 1948 werd de straf in beroep gereduceerd tot twintig jaar gevangenis en een boete van 10 miljoen Belgische frank. Zes jaar later, in 1954, kwam hij vervroegd vrij, en op 20 juni 1966 kreeg hij eerherstel. 
Zijn broer Paul werd tijdens de bevrijdingsdagen van september 1944 zonder vorm van proces samen met vier andere collaborateurs voor het vuurpeloton gebracht en doodgeschoten op het binnenplein van de gevangenis van Tongeren. 
Na de oorlog speelde Romsée geen rol meer in het openbaar leven. Hij bleef wel contact houden met andere voormalige VNV-verkozenen en oud-nazi's. Over zijn relaties met het Hof tijdens de bezetting heeft hij altijd het stilzwijgen bewaard. 

## Kleindochter
Kleindochter Marie-Pierre Moulin-Romsée (1973), tandarts uit Lommel, was in 2009 kandidaat op de lijsten van de N-VA voor het Vlaams Parlement en in 2010 voor de senaat. Zij verklaarde daarbij dat ze sedert enkele jaren het politieke engagement van haar grootvader wilde voortzetten: "Vlaanderen moet vandaag nog steeds haar vrijheden en rechten afkopen via financiële compensaties. De gezondheidszorg in ons land heeft nood aan een grondige hervorming. Daar wil ik me in het bijzonder op focussen." Ze werd niet verkozen.